# 公文
公文（くもん）とは、本来は律令制における公文書の総称であり、転じてこのような文書の取り扱う官吏も指した。

## 概要
後世においては公家や寺院・荘園でも重要文書やそれを扱う担当者を指した。なお、文書である公文の保管所や担当者の勤務場所を「公文所（くもんじょ）」と呼ぶ。

## 律令制及び行政文書における公文
律令法においては「職制律」の疏において“公文謂在官文書”と定義され、また「公式令（くしきりょう）」と呼ばれる令が制定されて公文書の様式や手続が定められていた。
朝廷においては、特に毎年一定の時期に各地の国司から提出される大計帳・正税帳・調帳・朝集帳を「四度公文」（しどのくもん/よどのくもん）と呼んでこの数字を監査することで国司の不正に対する監視を行うとともに、行政・財政の基本資料としても重要視された。また、国衙においてはこれらの文書を作成するために公文所が設置され、文筆や計算に通じた人物を目・史生と言った在庁官人に任命した。これを「公文目」・「公文史生」と呼んだ。
公家の政所や寺院の僧綱などにおいてもこれに倣った文書管理が行われた。当初は「開闔（かいごう）」・「出納（しゅつのう）」・「預（あずかり）」などとも呼ばれていたが、しだいに取扱う文書が多くなり訴訟なども担当するようになると、それらも「公文」と称せられるようになった。また、鎌倉幕府の引付の書記担当者も「公文」と呼ばれて所務沙汰の文書の受付などを行った。

## 五山制度における公文（公帖）
また、足利将軍家が発給した五山十刹などの住持を任命（補任）する辞令を「公文」もしくは「公帖（こうじょう）」と呼んだ。
五山制度は鎌倉幕府にも存在しており公文（公帖）が出されていたが、同制度が整備されたのは、室町幕府初代将軍足利尊氏が禅宗保護に積極的であったことに由来する。したがって公文（公帖）は将軍直々の命令書である御教書もしくは御内書形式（手続としては、僧侶代表（金鹿苑僧録・金蔭涼職）から出された名簿を参考に将軍が選任し、将軍の指示に従って公文奉行が本文を執筆し、将軍が内容を確認の上で署名捺印して僧侶代表に発給してそれを被任命者に授与した）で発給されるのが通例であった。
また、室町時代中期以後には実際には居住していない僧侶に対して名誉職の意味を持った住持職任命を目的とした公文（公帖）が発給される場合があった。これを「坐公文（いなりのくもん）」と呼ばれた。
このような公文（公帖）の発給のために献上された礼銭が室町幕府の重要な財政収入になったのみでなく、織田信長によって京都を追放された足利義昭の追放中の活動資金にもなったと言われている（「五山十刹」の住持の任免権は室町幕府ではなく、足利将軍個人にあると考えられていたため）。なお、鎌倉五山などの関東の寺院に関する公文（公帖）は鎌倉府に発給権があり、地方の寺院については現地の守護が将軍の代理として発給した例も存在している。
その後、足利義昭の出家による引退後は代わって豊臣政権や江戸幕府が公文（公帖）を発給している。江戸幕府は五山十刹諸山之諸法度を出して蔭涼職を廃して鹿苑僧録に替わって金地院僧録を設置し、「秉払なしに公帖を発行してはならない」などの厳しい資格制限を付けた。ただし、東福寺は九条家・一条家のいずれかが、天竜寺・大徳寺・南禅寺などは院宣や綸旨によって出される事もあった。

## 荘園における公文
荘園においては国衙や領家に対して提出する文書を作成する者を「公文」と呼んだが、後には文書を担当する者以外に対しても広く使われるようになり、荘園の下級荘官の役職として「公文」の呼称が用いられるようになった。本来は領家より派遣されるのが一般的であったが、のちには現地の事情に通じた開発領主が任命され、公文給と呼ばれる所領給与とともに子孫に継承されていった。彼らは現地の村々における責任者として荘園ならびにそこに住む百姓を監督する役目を担い、年貢・夫役などは彼らを通じて徴収された。だが、領家・地頭・百姓間において対立が生じるとその間に挟まれて苦慮する立場でもあった。
なお、検注に際して国衙側の公文が持つ土地台帳と荘園側の公文が持つ台帳を勘合する際の事務経費を公文勘料（くもんかんりょう）と呼び、検注時に農民に対して臨時に賦課されて、実際の経費及び実務に当たった荘園側の公文に対する得分（報酬）として宛てがわれた。